# Wapen van Gaasterland-Sloten

Het wapen van Gaasterland-Sloten

Het wapen van Gaasterland-Sloten werd op 28 juni 1986 per Koninklijk Besluit door de Hoge Raad van Adel aan de Friese gemeente Gaasterland-Sloten, officieel: Gaasterlân-Sleat, toegekend. Vanaf 2014 is het wapen niet langer als gemeentewapen in gebruik omdat de gemeente Gaasterland-Sloten opging in de gemeente De Friese Meren. In het wapen van De Friese Meren is de haas overgenomen uit het wapen van Gaasterland-Sloten, ook omdat deze eveneens voorkwam in het wapen van Haskerland.

## Blazoenering
De blazoenering van het wapen luidt als volgt:
In azuur een springende haas van keel, gaande over vijf korenaren van goud, waaiersgewijs komende uit een gebogen schildvoet, doorsneden van sinopel en goud, het goud beladen met een liggende sleutel van azuur, de baard rechts en naar boven gericht. Het schild gedekt met een gouden kroon van drie bladeren en twee maal drie parels.
In de heraldiek wordt het wapen beschreven van achter het schild, waardoor links en rechts voor de toeschouwer verwisseld zijn.

## Verklaring
Het wapen is een verbeterde versie van het wapen van Gaasterland, vermeerderd met de sleutel uit het wapen van Sloten. De herkomst van de haas is onbekend.

## Verwante wapens

Wapen van Gaasterland
Wapen van Sloten (1918)
Wapen van De Friese Meren

Aengwirden
· Baarderadeel
· Barradeel
· Het Bildt
· Bolsward
· Boornsterhem
· Dokkum
· Dongeradeel
· Doniawerstal
· Ferwerderadeel
· Franeker
· Franekeradeel
· Gaasterland
· Gaasterland-Sloten
· Haskerland
· Hemelumer Oldeferd
· Hennaarderadeel
· Hindeloopen
· Idaarderadeel
· IJlst
· Kollumerland en Nieuwkruisland
· Leeuwarderadeel 
· Lemsterland
· Littenseradeel
· Menaldumadeel
· Nijefurd
· Oostdongeradeel
· Rauwerderhem
· Schoterland
· Skarsterlân
· Sloten
· Sneek
· Stavoren
· Utingeradeel
· Westdongeradeel
· Wonseradeel
· Workum
· Wymbritseradeel